# Алекс Меєр
Алекс Меєр (англ. Alex Meyer, 5 липня 1988) — американський плавець.
Учасник Олімпійських Ігор 2012 року.
Призер Чемпіонату світу з водних видів спорту 2015 року.